# 1722
1722 (MDCCXXII) byl rok, který dle gregoriánského kalendáře započal čtvrtkem.

## Události
- 5. dubna – Nizozemský mořeplavec Jacob Roggeveen jako první Evropan přistál na Velikonočním ostrově v Pacifiku.
- 27. května – Při požáru ve Vodňanech bylo poškozeno nebo zničeno 142 domů.
- Nizozemský mořeplavec Jacob Roggeveen objevil ostrov Bora-Bora v dnešní Francouzské Polynésii.
- Ruská armáda vpadla do Persie a začala rusko-perská válka.
- Čeští exulanti Jednoty bratrské založili v Sasku město Herrnhut (Ochranov).
- Architekt Jan Blažej Santini-Aichel postavil kostel svatého Jana Nepomuckého ve Žďáru nad Sázavou.
- Byla zhotovena socha sv. Jana Nepomuckého u Vltavy, podle níž pak dostaly jméno Svatojánské proudy.
- Vymřel český a moravský šlechtický rod pánů z Adlaru.

### Probíhající události
- 1722–1723 – Rusko-perská válka

## Narození

### Česko

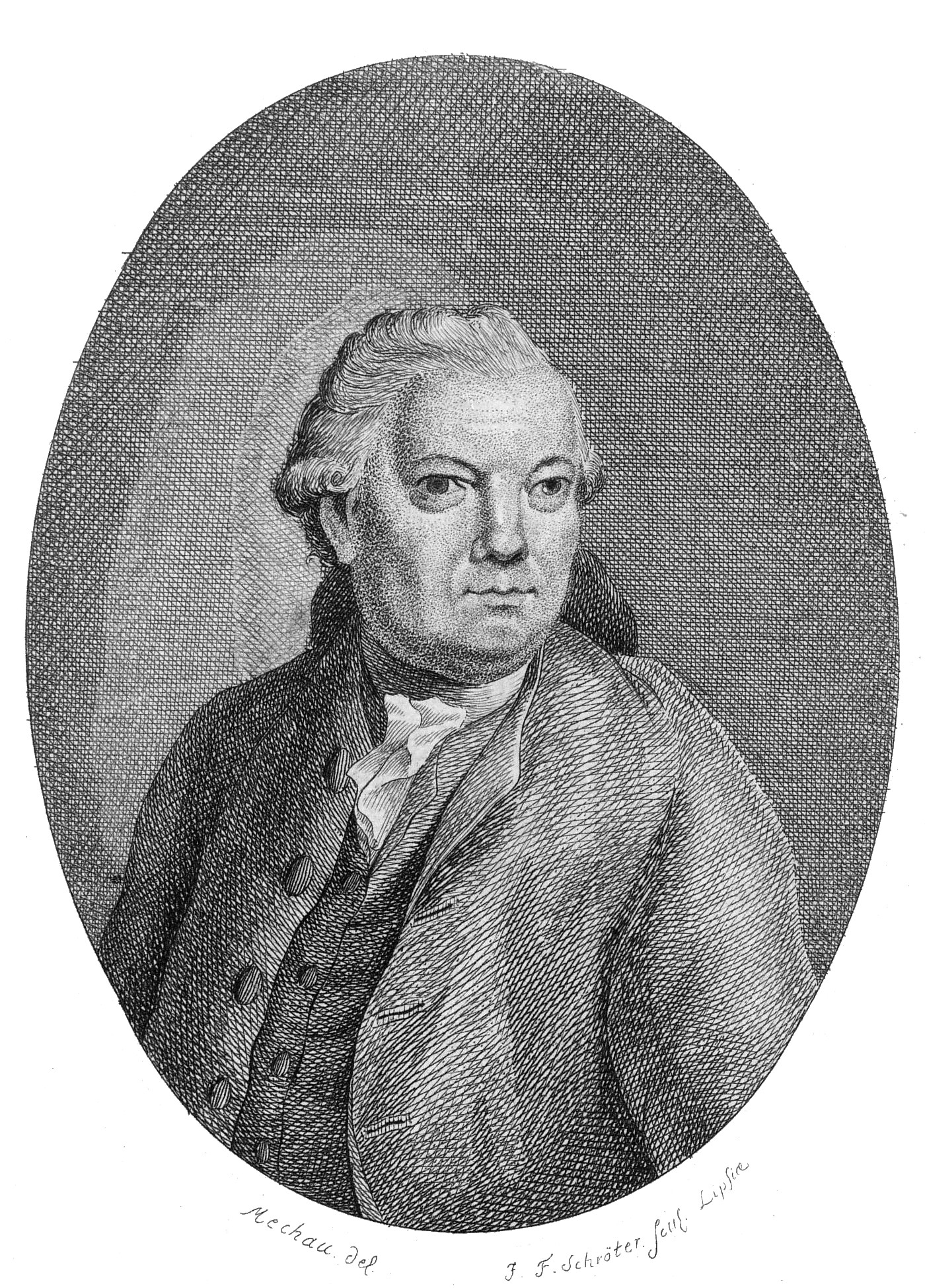
Jiří Antonín Benda (* 30. června)

- 14. března – Josef Ceregetti, malíř a kronikář († 6. července 1799)
- 30. června – Jiří Antonín Benda, hudební skladatel († 6. listopadu 1795)
- 8. července – Jan Kryštof z Blümegenu, moravský zemský hejtman († 5. října 1802)
- 15. srpna – Johann Heinrich Marzy, historik a kronikář Jihlavy a mědirytec († 4. ledna 1800)
- neznámé datum – Antonín Leopold Boleslavský z Rittersteinu, šlechtic a úředník († 1788)

### Svět
- 19. dubna – Klement František de Paula, princ bavorský, císařský generál († 6. srpna 1770)
- 11. července – Jiří Vilém Hesensko-Darmstadtský, německý šlechtic a princ († 21. června 1782)
- 5. září – Fridrich Kristián Saský, saský kurfiřt († 17. prosince 1763)
- 27. září – Samuel Adams, americký státník († 2. října 1803)
- 3. prosince – Hryhorij Skovoroda, ukrajinský osvícenský filosof a spisovatel († 9. listopadu 1794)
- 21. prosince
  - Paisij Veličkovskij, ukrajinský pravoslavný světec († 15. listopadu 1794)
  - František Antonín Raab, rakouský národohospodář, autor raabizace († 20. dubna 1783)
- 25. prosince – Josef I. Adam ze Schwarzenbergu, rakouský a český šlechtic, vévoda krumlovský († 17. února 1782)
- neznámé datum
  - Helena Curtens, oběť posledního čarodějnického procesu v Německu († 1738)
  - Ahmad Šáh Durrání, afghánský emír († 1773)
  - Paisij Chilendarski, bulharský duchovní a obrozenecký historik († 1773)
  - Flora MacDonald, skotská hrdinka jakobitů († 1790)

## Úmrtí

### Česko
- 20. června – Kryštof Dientzenhofer, český architekt německého původu (* 7. července 1655)
- 18. srpna – Jan František Beckovský, spisovatel a historik (* 18. srpna 1658)
- neznámé datum
  - Martin Hlaváček, jezuita, děkan teologické fakulty Olomoucké univerzity (* 1678)
  - Mikuláš Wentzely, hudební skladatel (* 1643)

### Svět

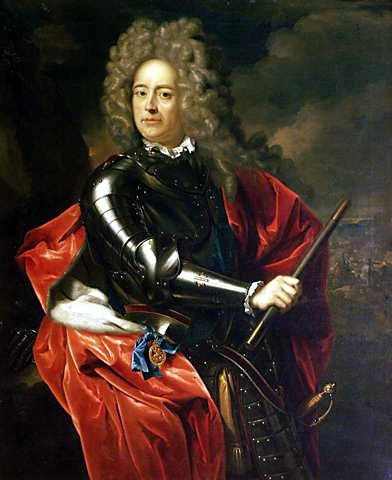
John Churchill, vévoda z Marlborough († 16. června)

- 20. ledna – Charles Montagu, 1. vévoda z Manchesteru, britský diplomat a šlechtic (* 1660)
- 21. ledna – Charles Paulet, 2. vévoda z Boltonu, britský státník a politik (* 1661)
- 5. února – Éléonore Desmier d'Olbreuse, francouzská šlechtična (* 3. ledna 1639)
- 10. února – Bartholomew Roberts, velšský pirát (* 17. května 1682)
- 11. března – John Toland, irský filozof a satirik (* 30. listopadu 1670)
- 19. dubna – Charles Spencer, 3. hrabě ze Sunderlandu, britský státník a šlechtic (* 23. dubna 1675)
- 5. června – Johann Kuhnau, německý právník, hudební skladatel, varhaník a cembalista (* 6. dubna 1660)
- 16. června – John Churchill, vévoda z Marlborough, účastník válek o španělské dědictví (* 26. května 1650)
- 12. listopadu – Adriaen van der Werff, nizozemský malíř (* 21. ledna 1659)
- 20. listopadu – John Lombe, anglický vynálezce strojního předení hedvábí (* 1693)
- 8. prosince – Alžběta Šarlota Falcká, falcká princezna, vévodkyně orleánská (* 27. května 1652)
- 20. prosince – Kchang-si, čínský císař (* 4. května 1654)
- neznámé datum – Franz Kiggelaer, nizozemský botanik (* 1648)

## Hlavy států
- Dánsko-Norsko – Frederik IV. (1699–1730)
- Francie – Ludvík XV. (1715–1774)
- Habsburská monarchie – Karel VI. (1711–1740)
- Osmanská říše – Ahmed III. (1703–1730)
- Polsko – August II. (1709–1733)
- Portugalsko – Jan V. (1706–1750)
- Prusko – Fridrich Vilém I. (1713–1740)
- Rusko – Petr I. (1682–1725)
- Španělsko – Filip V. (1700–1724)
- Švédsko – Frederik I. (1720–1751)
- Velká Británie – Jiří I. (1714–1727)
- Papež – Inocenc XIII. (1721–1724)
- Japonsko – Nakamikado (1709–1735)
- Perská říše – Husajn Šáh (1694–1722) / Tahmásp II. (1722–1732)